# Brahine (Biélorussie)
Pour les articles homonymes, voir Brahin.
Pour l’article ayant un titre homophone, voir Brahine.
Brahine (en biélorusse : Брагiн) ou Braguine (en russe : Брагин) est une commune urbaine de la voblast de Homiel ou oblast de Gomel, en Biélorussie, et le centre administratif du raïon de Brahine. Sa population s'élevait à 3 662 habitants en 2017.

## Géographie
Brahine est arrosée par la rivière Brahinka et se trouve à 88 km au sud-ouest de Homiel ou Gomel et à 298 km au sud-est de Minsk.

## Histoire
La localité est mentionnée pour la première fois dans la Chronique d'Ipatiev, en 1147, comme une ville importante de la principauté de Kiev. En 1897, la ville, qui appartenait à la Zone de Résidence obligatoire des sujets juifs de l'Empire russe abritait une communauté de 2 254 personnes, soit 52,3 % de la population totale. Brahine reçut le statut de commune urbaine en 1938. La communauté juive fut détruite pendant la Seconde Guerre mondiale. La ville a perdu plus du tiers de sa population (37,2 %) à la suite de la catastrophe de Tchernobyl, dont elle est proche et qui l'a beaucoup affectée.

## Population
Recensements (*) ou estimations de la population :
| 1897* | 1923* | 1926* | 1959* | 1970* | 1979* |
| ----- | ----- | ----- | ----- | ----- | ----- |
| 4 311 | 3 992 | 4 882 | 3 633 | 4 278 | 5 461 |

| 1989* | 2009* | 2014  | 2015  | 2016  | 2017  |
| ----- | ----- | ----- | ----- | ----- | ----- |
| 5 882 | 3 954 | 3 899 | 3 785 | 3 698 | 3 662 |

## Transports
La gare ferroviaire la plus proche se trouve à Khoïniki, à 28 km de Brahine.